# Patisenlampi
Patisenlampi är en sjö i kommunen Kangasniemi i landskapet Södra Savolax i Finland. Sjön ligger 98,7 meter över havet. Arean är 49 hektar och strandlinjen är 3,51 kilometer lång. Sjön  ingår i Kymmene älvs huvudavrinningsområde.   Den ligger omkring 54 kilometer nordväst om S:t Michel och omkring 210 kilometer norr om Helsingfors. 